# Nurul Izzah Anwar
Nurul Izzah Anwar (Kuala Lumpur, 19 de noviembre de 1980) es una política de Malasia y la hija de Anwar Ibrahim, ex primer ministro de Malasia y el actual líder de facto de la oposición y líder de la PKR. Su madre, Wan Azizah Wan Ismail, es la presidenta de PKR. En la actualidad es miembro actual del parlamento para el director de Elecciones cum Lembah Pantai y vicepresidenta del Parti Keadilan Rakyat.

## Educación
Nurul Izzah asistió a Sekolah Kebangsaan Bukit Damansara para su educación primaria, y luego a Sekolah Menengah Sri Hartamas, ambos en Kuala Lumpur. Más tarde asistió a la Escuela Secundaria de la Asunción en Petaling Jaya. En 2004, se graduó con una licenciatura en Ingeniería Eléctrica y Electrónica de la Universidad Nacional de la Energía, y en mayo de 2007 se graduó de la Universidad Johns Hopkins con una Maestría en Relaciones Internacionales.

## Carrera

### Obras social
Después de la detención de su padre en 1998 por cargos de sodomía e injerto, Nurul Izzah hizo campaña por su liberación, al hablar en foros internacionales contra las acciones del gobierno de Malasia.

### Carrera política
En las elecciones generales de 2008, Nurul Izzah disputó el asiento de Lembah Pantai en Kuala Lumpur. Se especuló que ella corrió hacia el asiento con la intención de entregarlo a su padre, quien fue descalificado de postularse para un cargo hasta abril de 2008, a pesar de que rápidamente rechazó tales afirmaciones. La sede fue defendida por la titular de tres términos Shahrizat Abdul Jalil, quien fue ministra de la Mujer, la Familia y el Desarrollo Comunitario en el gobierno de Barisan Nasional. Los informes iniciales sugirieron que Shahrizat conservaría el asiento, como lo había sido un ministro popular, y en las elecciones de 2004 conservó su asiento con la mayoría de los votos con 15.288. Sin embargo, el día de la votación, Nurul Izzah ganó por 21.728 votos a Shahrizat con 18.833, y fue elegido como el nuevo diputado por Lembah Pantai. La derrota del poderoso titular de tres términos por un nuevo rostro era una de las muchas sorpresas en las elecciones de 2008, que vio pérdidas significativas de los escaños parlamentarios por el partido en el poder. Cuando su padre regresó a la política electoral lo hizo mediante la sustitución de su esposa y la madre de Nurul Izzah, Wan Azizah, en una elección parcial para la sede con sede en Penang de Permatang Pauh.
En noviembre de 2010, Nurul Izzah fue elegida uno de los vicepresidentes de Parti Keadilan Rakyat. La volvieron estrechamente al Parlamento en las elecciones de 2013. La gobernante coalición Barisan Nasional le había dirigido mediante el despliegue en el titular ministro de Territorios Federales, Raja Nong Chik Zainal Abidin como su candidato en su contra en una campaña de alto perfil.